# Most Tsakona
Most Tsakona (gr. Τοξωτή Γέφυρα Τσακώνας) – łukowy most drogowy w dolinie Tsakona w okolicach Megalopolis w regionie Peloponez w Grecji. Po moście nad cieśniną Rio-Andirio jest to drugi pod względem długości most w Grecji.
Osunięcie ziemi w 2003 roku spowodowało zniszczenie około 300 metrów drogi Korynt-Kalamata. Jej naprawa wiązała się z wybudowaniem nowego mostu.
Budowa mostu rozpoczęła się w 2008 roku, natomiast został on otwarty dla ruchu w styczniu 2016 roku.
Most ma całkowitą długość 390 metrów i składa się z dwóch głównych przęseł nierównej długości: 300 m i 90 m. Konstrukcja jest podparta w trzech miejscach: na obu końcach i w około 1/4 długości. Ta trzecia podpora zapewnia stabilność mostu i od niej rozpoczyna się łuk mostu.
Most został skonstruowany w taki sposób, żeby wytrzymał trzęsienie ziemi o sile 6,5-7,5 stopnia w skali Richtera i wiatr o sile do 10 stopni w skali Beauforta.